# Палупера (станция)
Па́лупера (эст. Palupera raudteejaam) — железнодорожная станция в поселке Палупера в волости Элва уезда Тартумаа (Эстония), на линии Тарту — Валга. Находится в 37,4 км от Тарту, 45,5 км от Валги и в 227,5 км от Таллина.

## История

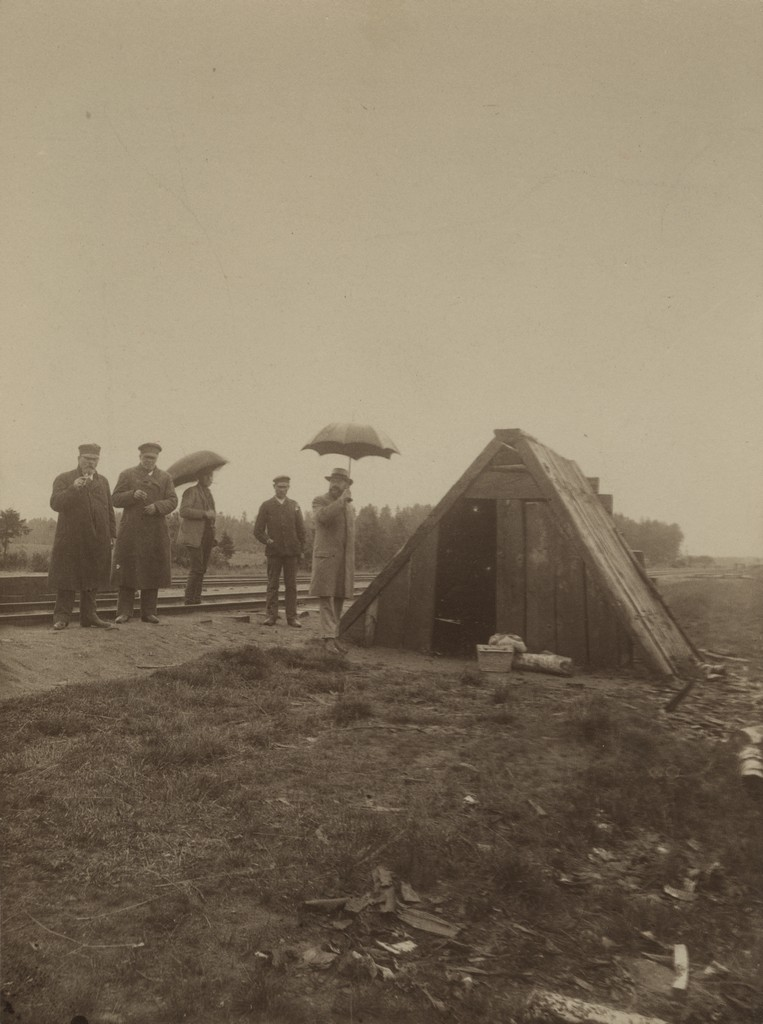
Остановочный пункт Миддендорф с павильоном ожидания. Ок. 1890 г..

На участке, примыкающем к нынешней станции Палупера железная дорога Тарту — Валга прошла по землям, выкупленным у рыцарских мыз Паллопер (ныне мыза Палупера) и  Хелленорм  (ныне мыза Хелленурме), которая принадлежала Александру Миддендорфу. По инициативе Миддендорфа с пуском дороги в 1887 году был открыт, ближе к Хелленурме, остановочный пункт, получивший название Миддендорф. После смерти Миидендорфа остановка в 1896 году была перенесена южнее, на более удобное нынешнее место, где со временем получила путевое развитие, стала полустанком, а позже и полноценной станцией с названием, по ближайшему населенному пункту, Притсу. Поэтому в разных источниках датами открытия станции Палупера указывается как 1887, так и 1896 годы. В 1925 году, после фактического обретения независимости Эстонской Республикой, станция получила, по месту расположения, эстонское название Палупера.
В 1929 году на станции Палупера был построен вокзал по одному из типовых проектов архитектора Эстонской железной дороги Леона Йохансона (такие же вокзалы были построены на станциях Каарепере и Ваекюла). Вокзал был деревянный, обшитый фасадной доской, состоял из двух объёмов, двухэтажного, с четырёхскатной крышей, и одноэтажного, с трёхскатной крышей. На первом этаже вокзала в его одноэтажном объёме располагались служебные помещения (начальник станции, дежурный по станции, кассир, багажное отделение стойка), а в двухэтажном объёме — просторный зал ожидания и буфет. На втором этаже, имевшем меньшую высоту и отделённым от первого покатым карнизом, были квартиры станционных служащих.
Кроме того, в 1920-е гг., также по типовому проекту на станции был построен пакгауз из монолитного железобетона с покатой крышей, с элементами модернизма в архитектуре. Пакгауз сохранился и используется по первоначальному назначению, подобные пакгаузы можно видеть, например, на станциях Кеени или Каарепере.
Вокзал в Палупера из-за снижения пассажиропотока на Эстонской железной дороге перестал использоваться, обветшал и был снесен в начале 2000-х гг.. Вместо него в качестве вокзала стало использоваться здание, построенное в 1980-х годах по типовому проекту (аналогичное здание было построено в то же время на станции Ныо), изначально для размещения станционных служб и поста электроцентрализации стрелок и сигналов станции. Здание вокзала представляет собой одноэтажное кирпичное здание с высокой массивной четырехскатной крышей, построено из белого силикатного кирпича, элементы здания подчеркнуты красным керамическим кирпичом. Архитектура здания строга, формы лаконичны. Характерной особенностью нового здания вокзала является четырехстворчатая стеклянная дверь, выходящая на перрон.

## Настоящее время
Станция является пассажирской, осуществляет посадку и высадку пассажиров на (из) поездов регионального сообщения, грузовые операции не производятся.
В рамках программы «Подъем пассажирских платформ до высоты, принятой в Европе» (эст. Reisiplatvormide viimine eurokõrgusele) на станции Вягева была построена островная платформа высотой 55 см, подходящая для используемых в региональных пассажирских перевозках поездов Stadler FLIRT.

## Пассажирское сообщение по станции

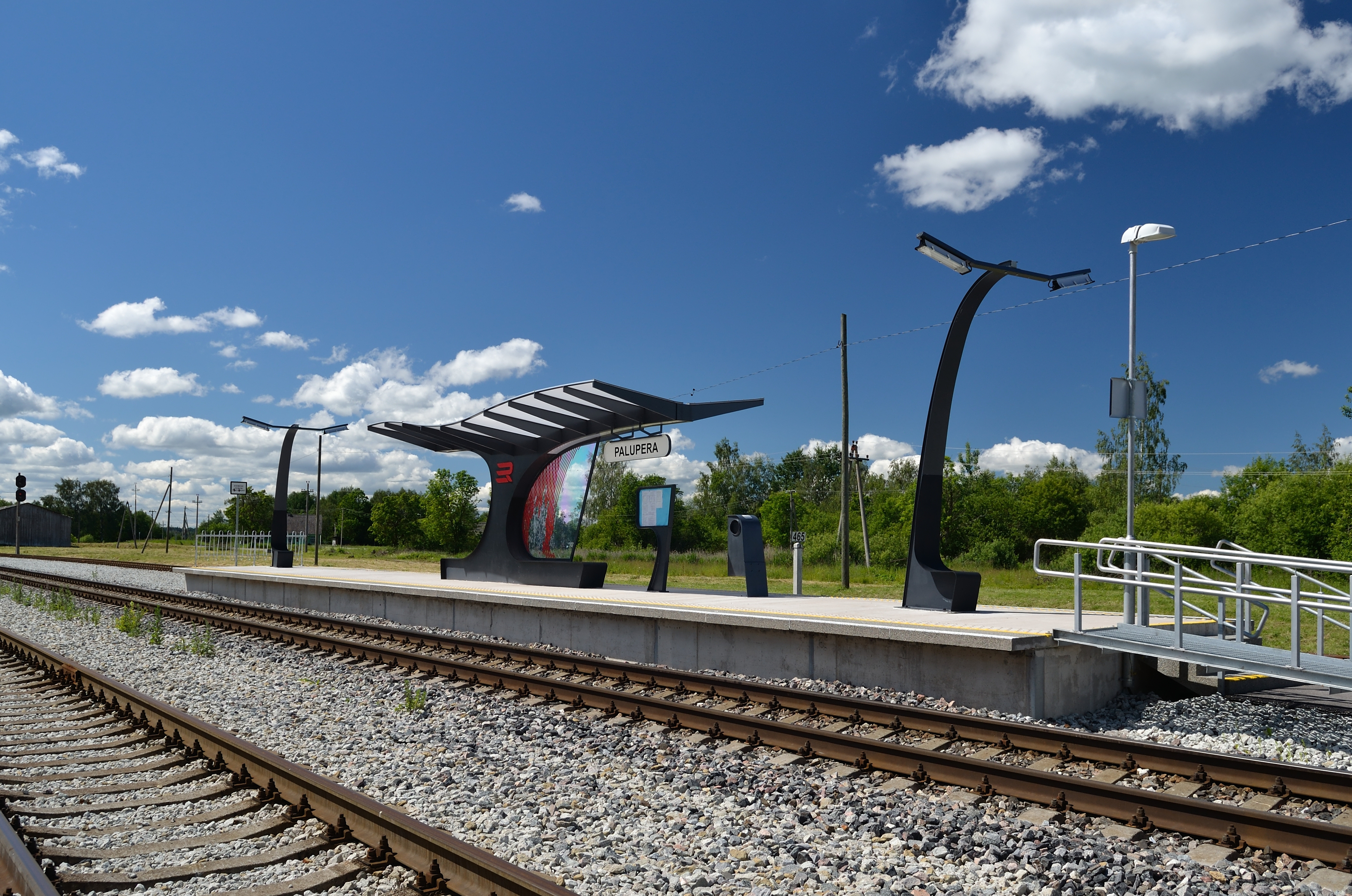
Платформа станции Палупера

До распада СССР на станции Палупера останавливались пассажирский поезд дальнего следования  №651/652 Таллин - Рига (через Тарту — Валга) . Поезд прекратил движение в 2001 году — на тот момент, главным образом, из-за наличия государственной границы у ставших независимыми обеих прибалтийских стран, что вызвало увеличение времени стоянки на приграничных станциях для осуществления паспортного и таможенного контроля и снижение пассажиропотока. Несмотря на ликвидацию пограничных барьеров вследствие вхождения Эстонии и Литвы в Шенгенскую зону в мае 2004 года, последующие попытки возобновления движения поездов дальнего следования по этому направлению успеха не имели.
В настоящее время станция Палупера постоянно обслуживается только региональными поездами юго-восточного направления компании Elron, являющейся оператором движения пригородных и региональных поездов по железнодорожным линиям Эстонии.
На станции останавливаются региональные поезда, следующие от станции Таллин (Балтийский вокзал) через станцию Тарту до станции Валга (на участке Таллин — Тарту как экспресс), а также следующие в обратном направлении по этой же схеме.
| Предыдущая остановка | Остановка пассажирских поездов на юго-восточных линиях Elron | Следующая остановка |
| Элва                 | Палупера                                                     | Пука                |